# 60. Nemzetközi Matematikai Diákolimpia
A 60. Nemzetközi Matematikai Diákolimpiát (IMO 2019) Bathban, az Egyesült Királyság rendezték 2019. július 11. és 22. között. 112 ország 621 versenyzője vett részt. A magyar csapat egy arany-, három ezüst- és egy bronzéremmel holtversenyben a 11. lett az országok közötti pontversenyben.

## Országok eredményei pont szerint
Az országonként elérhető maximális pontszám 252 pont volt. Az első 20 helyezett eredményei:
|     | Ország             | Pont | Arany | Ezüst | Bronz | D |
| --- | ------------------ | ---- | ----- | ----- | ----- | - |
| 1.  | Kína               | 227  | 6     | 0     | 0     | 0 |
| 1.  | USA                | 227  | 6     | 0     | 0     | 0 |
| 3.  | Dél-Korea          | 226  | 6     | 0     | 0     | 0 |
| 4.  | Észak-Korea        | 187  | 3     | 3     | 0     | 0 |
| 5.  | Thaiföld           | 185  | 3     | 3     | 0     | 0 |
| 6.  | Oroszország        | 179  | 2     | 4     | 0     | 0 |
| 7.  | Vietnám            | 177  | 2     | 4     | 0     | 0 |
| 8.  | Szingapúr          | 174  | 2     | 4     | 0     | 0 |
| 9.  | Szerbia            | 171  | 3     | 1     | 2     | 0 |
| 10. | Lengyelország      | 168  | 1     | 3     | 2     | 0 |
| 11. | Magyarország       | 165  | 1     | 3     | 2     | 0 |
| 11. | Ukrajna            | 165  | 1     | 4     | 1     | 0 |
| 13. | Japán              | 162  | 2     | 2     | 2     | 0 |
| 14. | Indonézia          | 160  | 1     | 4     | 1     | 0 |
| 15. | India              | 156  | 1     | 4     | 0     | 1 |
| 15. | Izrael             | 156  | 1     | 3     | 2     | 0 |
| 17. | Románia            | 155  | 1     | 2     | 3     | 0 |
| 18. | Ausztrália         | 154  | 2     | 1     | 3     | 0 |
| 19. | Bulgária           | 152  | 0     | 5     | 1     | 0 |
| 20. | Egyesült Királyság | 149  | 1     | 2     | 3     | 0 |

## A magyar csapat
Az egyénileg elérhető maximális pontszám 42 volt. A magyar csapat tagjai:
| Név              | Évfolyam | Iskola                                                          | Város    | Pontszám | Díj   |
| ---------------- | -------- | --------------------------------------------------------------- | -------- | -------- | ----- |
| Haiman Milán     | 12.      | Stuyvesant High School                                          | New York | 40       | Arany |
| Zsigri Bálint    | 12.      | Szent István Gimnázium                                          | Budapest | 28       | Ezüst |
| Schrettner Jakab | 12.      | Radnóti Miklós Kísérleti Gimnázium                              | Szeged   | 27       | Ezüst |
| Matolcsi Dávid   | 12.      | Budapesti Fazekas Mihály Gyakorló Általános Iskola és Gimnázium | Budapest | 25       | Ezüst |
| Szabó Kristóf    | 12.      | Budapesti Fazekas Mihály Gyakorló Általános Iskola és Gimnázium | Budapest | 23       | Bronz |
| Nagy Nándor      | 11.      | Budapesti Fazekas Mihály Gyakorló Általános Iskola és Gimnázium | Budapest | 22       | Bronz |

A csapat vezetője Pelikán József, helyettes vezetője Dobos Sándor volt.